# Biriri
Biriri ist ein Verwaltungsbezirk (Ward) des Distrikts Siha in der tansanischen Region Kilimandscharo.

## Geografie
Biriri liegt im Nordosten von Tansania rund 40 Kilometer Luftlinie nordwestlich von Moshi. Der Bezirk grenzt im Norden an Gararagua, im Nordosten an Sanya Juu, im Südosten an Songu, im Süden an Makiwaru und im Westen an Karansi. Bei der Volkszählung 2022 lebten 5179 Menschen in 1287 Haushalten auf einer Fläche von 23 Quadratkilometern.

## Gliederung
Der Bezirk besteht aus zwei Gemeinden (Mtaa) mit fünf Orten (Kitongoji):
| Naibilie - Naibilie - Sabuko | Majengo - Bingati - Majengo - Nyati |

## Wirtschaft und Infrastruktur
- Bildung: Die Visitation Girls Secondary School ist eine weiterführende Mädchen-Internatschule mit Ausbildungen im Ordinary und Advanced Level, die von der katholischen Kirche betrieben wird.[8]